# Setacera aldrichi
Setacera aldrichi är en tvåvingeart som beskrevs av Cresson 1935. Setacera aldrichi ingår i släktet Setacera och familjen vattenflugor. Inga underarter finns listade i Catalogue of Life.